# Nomada pictiscutum
Nomada pictiscutum là một loài Hymenoptera trong họ Apidae. Loài này được Alfken mô tả khoa học năm 1927.